# Cerro La Pizarra
El Cerro La Pizarra es una formación de montaña con una larga arista que incluye al cerro Santa Cruz (1.970 m s. n. m.) y cerro La Maravilla (1.709 m s. n. m.), ubicados en una exclusiva región natural conocida como «Montañas Negras» que es extensión de la Fila El Guácharo, en el límite entre el estado Anzoátegui y Sucre, Venezuela. A una altitud promedio de 2.140 m s. n. m., el Cerro La Pizarra es una de las montañas más altas en Anzoátegui.

## Geología
El Cerro La Pizarra se asienta entre dos formaciones geológicasː por el Oeste la formación de Naricual (con estratos de origen Terciario) y por el Este la formación de San Juan (de origen Cretácico). Su falda Este está ubicado en un punto donde confluyen varias quebradas tributarias del río Oculto, incluyendo Quebrada Los Guamales y la Quebrada Palmarito.

## Ubicación
El Cerro La Pizarra está ubicado en el extremo oeste del Cerro Tristeza y la Zona Protectora Macizo Montañoso del Turimiquire, parte del sistema montañoso nororiental de la cordillera de la Costa venezolana. Su ubicación está en el extremo norte de los Municipio Libertad y Pedro María Freites de Anzoátegui y el vecino Municipio Sucre del estado Sucre. El acceso es rústico y se obtiene por «Bergantín», «Buenos Aires» o cualquiera de varios caseríos que rodean la montaña al norte de Santa Inés y Boquerón, aproximadamente en el kilómetro 52 de la carretera Barcelona - Anaco. Otro acceso se obtiene por el Este a nivel de Mundo Nuevo y La Piedra en la carretera de Tácata.